# Clifton, Arizona
Clifton är administrativ huvudort i Greenlee County i Arizona. Vid 2010 års folkräkning hade Clifton 3 311 invånare.